# Danh sách chi của Họ Bướm xanh
Dưới đây là danh sách các chi thuộc họ Họ Bướm xanh:

## A
| - Abloxurina - Acesina - Acrodipsas - Actis - Actizera - Acupicta - Acytolepis - Adaluma - Aethiopana - Agriades - Agrodiaetus - Ahlbergia - Akasinula - Alaena - Albulina - Alciphronia - Allosmaitia - Allotinus | - Aloeides - Alpherakya - Amblopala - Amblypodia - Ancema - Androcona - Angulopsis - Antephrys - Anthene - Antigius - Antipodolycaena - Antrissima - Apangea - Apelles - Apharitis - Aphnaeus - Aphniolaus - Apophrys | - Apporasa - Apuecla - Araragi - Arases - Arawacus - Arcas - Archaeogerydus - Argentostriatus - Argiolaus - Argyraspodes - Argyrocheila - Argyrocupha - Arhopala - Aricia - Arletta - Armenia - Armentulus | - Arrhenothrix - Arrugia - Artipe - Artopoetes - Arumecla - Aslauga - Asymbiopsis - Atara - Athamanthia - Athysanota - Atlides - Aubergina - Aurea - Austrozephyrus - Aveexcrenota - Axiocerses - Azanus |

## B
| - Bajluana - Balintus - Baliochila - Baspa - Batelusia - Bergmania - Bidaspa - Biduanda - Bindahara - Bistonina - Boldenaria | - Boliviella - Bothrinia - Brangas - Brephidium - Brevianta - Britomartis - Bryna - Buakraengius - Bullis - Busbiina - Bussa |

## C
| - Cacyreus - Caerofethra - Caerulea - Caleta - Callenya - Callicista - Callictita - Callipsyche - Callophrys - Calycopis - Calystryma - Camissecla - Candalides - Candora - Capys - Castalius - Catapaecilma - Catochrysops | - Catopyrops - Cebrella - Celarchus - Celastrina - Celatoxia - Celmia - Chaetoprocta - Chalceria - Chalybs - Charana - Chelakina - Cherchiella - Cheritra - Cheritrella - Chilades - Chliaria - Chloroselas | - Chlorostrymon - Chrysoritis - Chrysorychia - Chrysozephyrus - Cigaritis - Cisincisalia - Cissatsuma - Citrinophila - Cnodontes - Contrafacia - Cooksonia - Cordelia - Coreana - Cowania - Creon - Crimsinota | - Crudaria - Cryptaenota - Cupidesthes - Cupido - Cupidopsis - Curetis - Cyaniriodes - Cyaniris - Cyanodivida - Cyanophrys - Cyclargus - Cyclotrichia - Cyclyrius - Cycnus - Cyprotides |

## D
| - Dacalana - Danis - Dapidodigma - Darasana - Deciduphagus - Decussata - Deloneura - Denivia | - Deramas - Desmolycaena - Deudorix - Dicya - Diminutina - Dindyminotes - Diopetes - Discolampa | - Distissima - Dolymorpha - Drina - Drupadia - Durbania - Durbaniella - Durbaniopsis |

## E
| - Ebepius - Echinargus - Edales - Egides - Egumbia - Eicochrysops - Eiseliana - Eldoradina - Electrostrymon - Eliotia - Eliotiana | - Elkalyce - Enos - Eooxylides - Epamera - Epidemia - Epimastidia - Epitola - Epitolina - Eresina - Eresinopsides - Eresiomera | - Erikssonia - Erina - Erora - Erysichton - Esakiozephyrus - Etesiolaus - Euaspa - Euchrysops - Euliphyra - Euliphyrodes - Eumaea | - Eumaeus - Eumedonia - Eumenia - Euphilotes - Eupsyche - Eupsychellus - Euristrymon - Euthecta - Evenus - Everes - Exorbaetta |

## F
| - Fabitaras - Facula - Falcuna - Falerinota - Famegana - Fasslatonius - Favonius | - Femniterga - Feniseca - Fixsenia - Flos - Freyeria - Furcovalva |

## G
- Gaeides
- Galba
- Gargina
- Gibbossa
- Gigantofalca
- Gigantorubra
- Glabroculus
- Glaucopsyche
- Goldia
- Gonerilia
- Gymnomorphia

## H
| - Habrodais - Harkenclenus - Harpendyreus - Heliophorus - Helleia - Hellolycaena - Hemiargus | - Hemiolaus - Heoda - Heodes - Hermelycaena - Heterosmaitia - Hewitsonia - Horaga | - Howarthia - Hyllolycaena - Hypaurotis - Hypochlorosis - Hypochrysops - Hypojamides - Hypokopelates | - Hypolycaena - Hypomyrina - Hypophytala - Hypostrymon - Hypothecla - Hyrcanana - Hysudra |

## I
| - Iaspis - Icaricia - Ignata - Ilerda - Incisalia - Iolana - Iolaphilus - Iolaus - Ionolyce | - Iophanus - Ipidecla - Ipocia - Iraota - Iratsume - Iridana - Ityloides - Itylos |

## J
- Jacoona
- Jagiello
- Jalmenus
- Jamides
- Janthecla
- Japonica
- Johnsonita

## K
- Keraunogramma
- Kisutam
- Klaufera
- Kolana
- Kopelates
- Kretania
- Kroenleina
- Kulua

## L
| - Lachides - Lachnocnema - Laeosopis - Lamasa - Lamasina - Lampides - Lamprospilus - Laothus - Larinopoda | - Lathecla - Lectiles - Lepidochrysops - Leptomyrina - Leptotes - Lestranicus - Letizia - Leucantigius - Lipaphnaeus | - Liphyra - Liptena - Liptenara - Lithodryas - Logania - Lontalius - Loranthomitoura - Loweia - Loxura | - Lucia - Lucilda - Luthrodes - Lycaeides - Lycaena - Lycaenesthes - Lycaenopsis - Lysandra |

## M
| - Maculinea - Macusia - Madeleinea - Magnastigma - Mahathala - Maiva - Mambara - Maneca - Manto - Mantoides - Marachina | - Margaritheclus - Maslowskia - Matsutaroa - Maurus - Megalopalpus - Megathecla - Megisba - Melanolycaena - Meleageria - Mercedes | - Mesocyanophrys - Micandra - Michaelus - Micropentila - Micropsyche - Microscena - Miletographa - Miletus - Mimacraea - Mimeresia | - Ministrymon - Mirzakhania - Mithras - Mitoura - Molus - Monile - Monodontides - Morphissima - Mota - Myrina |

## N
| - Nabokovia - Nacaduba - Nadisepa - Narathura - Neaveia - Necmitoura - Neocheritra | - Neoepitola - Neolucia - Neolycaena - Neolysandra - Neomyrina - Neopithecops - Neozephyrus | - Nesa - Nesiostrymon - Nesolycaena - Neurellipes - Neurypexina - Nicolaea - Nilasera | - Niphanda - Nomiades - Nordmannia - Noreena - Notarthrinus - Nothodanis - Novosatsuma |

## O
| - Oboronia - Ocaria - Oenomaus - Ogyris - Olynthus - Orachrysops - Oraidium - Orcya | - Oreolyce - Ornipholidotos - Orthomiella - Ostrinotes - Otnjukovia - Owda - Oxychaeta - Oxylides |

## P
| - Paiwarria - Palaeochrysophanus - Palaeophilotes - Pamela - Pamiria - Panchala - Panthiades - Parachilades - Parachrysops - Paraduba - Paragerydus - Paragrodiaetus - Paralucia - Paralustrus - Paralycaeides - Paraphnaeus - Parapithecops - Paraslauga - Paraspiculatus - Parelodina - Parrhasius - Paruparo - Pathalia - Patricius - Pedusa | - Penaincisalia - Pendantus - Pentila - Penudara - Pepliphorus - Perivaga - Perpheres - Petrelaea - Phaedra - Phaedrotes - Phaeostrymon - Phasis - Phengaris - Philiolaus - Philiris - Philotes - Philotiella - Phlyaria - Phoenicurusia - Phothecla - Phytala - Pilodeudorix - Pistoria - Pithecops | - Plautella - Plebejidea - Plebejides - Plebejus - Plebicula - Plebulina - Plesiocyanophrys - Podanotum - Poecilmitis - Poetukulunma - Polyniphes - Polyommatus - Polytheclus - Pons - Pontirama - Poriskina - Poritia - Porthecla - Powellana - Praephilotes - Pratapa - Profieldia - Prosotas - Protantigius | - Protialmenus - Pseudaletis - Pseudalmenus - Pseuderesia - Pseudiolaus - Pseudoaricia - Pseudochliaria - Pseudochrysops - Pseudodipsas - Pseudoliptena - Pseudolucia - Pseudolycaena - Pseudomyrina - Pseudonacaduba - Pseudoneaveia - Pseudophilotes - Pseudotajuria - Pseudothecla - Pseudozizeeria - Psychonotis - Ptelina - Ptox - Purlisa - Pycnophallium |

## Q
- Qinorapala
- Quercusia

## R
| - Radissima - Rapala - Rapsidia - Rathinda - Ravenna - Rekoa - Remelana - Reversustus - Rhamma | - Rhinelephas - Rhymnaria - Rindgea - Riojana - Ritra - Robustana - Rubrapterus - Rysops |

## S
| - Sahulana - Saigusaozephyrus - Salazaria - Sancterila - Sandia - Sarracenota - Sarthusia - Satadra - Satyrimima - Satyrium - Scolitantides - Selmanix - Semanga - Semonina | - Serratofalca - Serratonotes - Serratoterga - Thiểm Tâyana - Shapiroana - Sheffieldia - Shijimia - Shijimiaeoides - Shirozua - Sibataniozephyrus - Siderus - Sidima - Simiskina - Sinia | - Sinocupido - Sinthusa - Sipaea - Sithon - Solanorum - Spalgis - Spindasis - Stempfferia - Sterosis - Stilbon - Strephonota - Strymon - Strymonidia | - Stugeta - Suasa - Sublysandra - Subsolanoides - Sukidion - Superflua - Surendra - Syedranota - Symbiopsis - Symetha - Syntarucoides - Syntarucus - Syrmoptera |

## T
| - Tajuria - Talicada - Tanuetheira - Taraka - Tartesa - Tarucus - Tasogare - Tatura - Telipna - Temecla - Teratoneura - Teratozephyrus - Terenthina - Tergissima - Teriomima | - Terminospinissima - Terra - Tetrarhanis - Thaduka - Thaeides - Thamala - Tharsalea - Thaumaina - Thecla - Theclinesthes - Thecliolia - Theclopsis - Thecloxurina - Theorema - Thepytus | - Thereus - Theritas - Thermoniphas - Thermozephyrus - Thersamolycaena - Thersamonia - Thestius - Thestor - Thrix - Ticherra - Tigrinota - Timaeta - Timokla - Tiora - Titea | - Tmolus - Tomares - Tongeia - Toxochitona - Treboniana - Trichiolaus - Trichonis - Triclema - Trimenia - Trochusinus - Tumerepedes - Turanana - Tuttiola - Tuxentius - Tylopaedia |

## U
- Udara
- Ultraaricia
- Umpria
- Una
- Ununcula
- Upolampes
- Uranobothria
- Uranothauma
- Ussuriana
- Ussuriensia
- Uzzia

## V
- Vacciniina
- Vaga
- Variegatta
- Virachola
- Virgarina

## W
- Wagimo
- Waigeum

## X
- Xamia

## Y
- Yamamotozephyrus
- Yasoda
- Yuhbae

## Z
- Zarona
- Zeltus
- Zeritis
- Zesius
- Zetona
- Ziegleria
- Zigirina
- Zinaspa
- Zintha
- Zizeeria
- Zizera
- Zizina
- Zizula